# テレビ東京ホールディングス
株式会社テレビ東京ホールディングス（テレビとうきょうホールディングス、英: TV TOKYO Holdings Corporation、略称：TXHD）は、東京都港区六本木に本社を置く認定放送持株会社。2010年10月1日に設立された。
2025年3月31日まで株式移転方式によって新設することで発足した唯一の放送持株会社だった（2025年4月1日に読売中京FSホールディングスが株式移転方式で設立されたことによる）。

## 概要

2023年11月12日まで使用されたロゴ

テレビ東京は当初、筆頭株主である日本経済新聞社の影響が強いこと、系列局であるTXNが全部で6社しかなくほとんどで株式を相互に持ち合っていることから、放送持株会社となる必要性は薄いとされてきた。
しかし、2010年3月26日、テレビ東京・テレビ東京ブロードバンド（現・テレビ東京コミュニケーションズ）・BSジャパン（現・BSテレビ東京）の3社が持株会社方式で経営統合することを発表、のちに株主総会で承認が得られた。
同年9月1日、子会社化するテレビ東京に代わって設立日での1部上場が東京証券取引所から承認され、9日、総務省から日本で3番目の放送持株会社としての認定を受けた。
なお系列局の子会社化については、テレビ大阪を除いて出資している地元新聞社など地元株主との調整が必要なことなどから、設立当初段階では行わない。
テレビ東京ホールディングスは上述の通り、2023年2月現在、認定放送持株会社としては初めて株式移転によって持株会社を新たに設立した。このため、テレビ東京およびBSテレビ東京の法人格・テレビ東京の（民間）特定地上基幹放送事業者・BSテレビ東京の衛星基幹放送事業者としての地位はそのまま残っており、両社は日本民間放送連盟（民放連）会員資格も引き続き保持している。こうした経緯から、テレビ東京ホールディングスは特定地上基幹放送事業者や民放連会員社であった時期が一切ない認定放送持株会社でもある。
2023年11月13日に子会社のテレビ東京がブランドマークを「テレ東」に刷新したのに合わせ、当社もブランドマークが「テレ東ホールディングス」（又は「テレ東HD」）に変更した。当社子会社のリアルマックスとテレビ東京子会社のエー・ティー・エックスを除くグループ会社も全てブランドマークが変更され、当社子会社のテクノマックスとテレビ東京子会社のTV TOKYO AMERICA以外は全て「テレ東○○」のロゴマークに統一された。

## グループ会社
事業子会社
- テレビ東京
- BSテレビ東京
- テレビ東京コミュニケーションズ
- テレビ東京メディアワークス
- テレビ東京アート
- テレビ東京システム
- テレビ東京制作
- テクノマックス
- テレビ東京ビジネスサービス
- リアルマックス

テレビ東京子会社
- テレビ東京ミュージック
- テレビ東京メディアネット
- テレビ東京ダイレクト
- エー・ティー・エックス
- TV TOKYO AMERICA, INC.

持分法適用関連会社
- 日経映像
- インタラクティーヴィ
- 日経CNBC
- プレミアム・プラットフォーム・ジャパン
- TVer

その他出資会社
- 日本BS放送（ビックカメラ系）

## 組織
2023年4月1日現在
- 人事諮問委員会
- 取締役会
- 報酬諮問委員会
- 代表取締役

内部監査室
- グループ経営会議
- グループコンテンツ統括会議
- 監査役会
- 監査役会事務局
- CIO
- サイバーセキュリティ推進会議
- 法務統括局
- 総務人事局
- 経営企画局
- グループ経営室
- メディア戦略室
- 経理局
- ネットワーク局
- テック戦略局

## 資本構成
「テレビ東京ホールディングス」および、2010年9月30日以前の「テレビ東京」「東京12チャンネル」の資本構成。
テレビ東京ホールディングスは株式移転方式で設立されたため、資本整理が完了するまで、「テレビ東京」名義の株式が存在していた。
企業・団体は当時の名称。出典：

### 2025年3月31日
- 出典:[22]
- 自己株式を除く

| 株主                                       | 株式数    | 比率   |
| ------------------------------------------ | --------- | ------ |
| 日本経済新聞社                             | 8,802千株 | 32.99% |
| 日本マスタートラスト信託銀行（信託口）     | 1,768千株 | 6.63%  |
| 日本カストディ銀行（信託口）               | 1,749千株 | 6.56%  |
| みずほ銀行                                 | 1,006千株 | 3.77%  |
| 三井物産                                   | 1,002千株 | 3.76%  |
| 日本生命保険                               | 680千株   | 2.55%  |
| 東京計画                                   | 660千株   | 2.47%  |
| SMBC信託銀行（三井住友銀行退職給付信託口） | 590千株   | 2.21%  |
| 嶋村吉洋                                   | 521千株   | 1.95%  |
| MBSメディアホールディングス                | 518千株   | 1.94%  |